# Brandy (spritdryck)

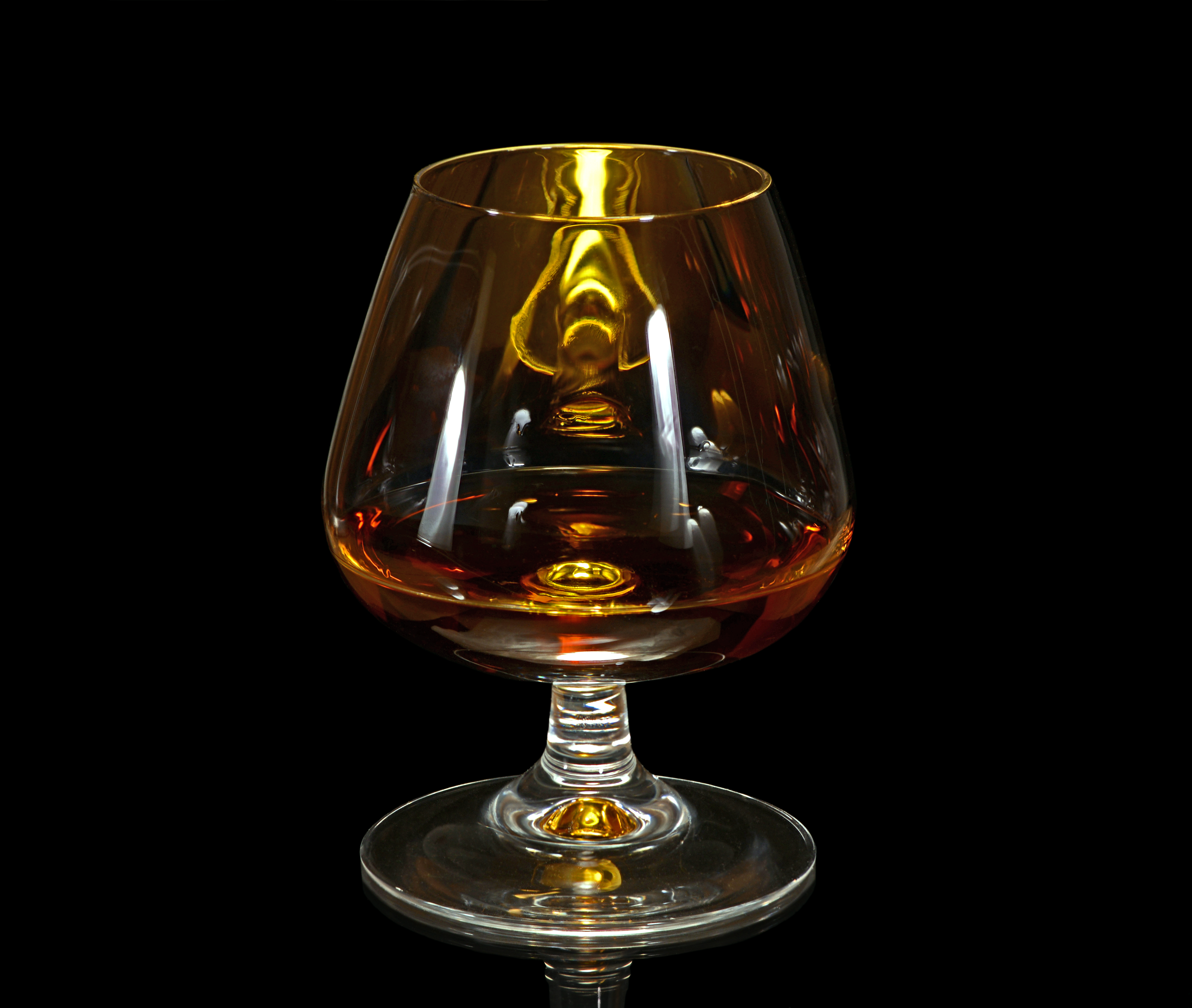
Ett typiskt brandyglas.

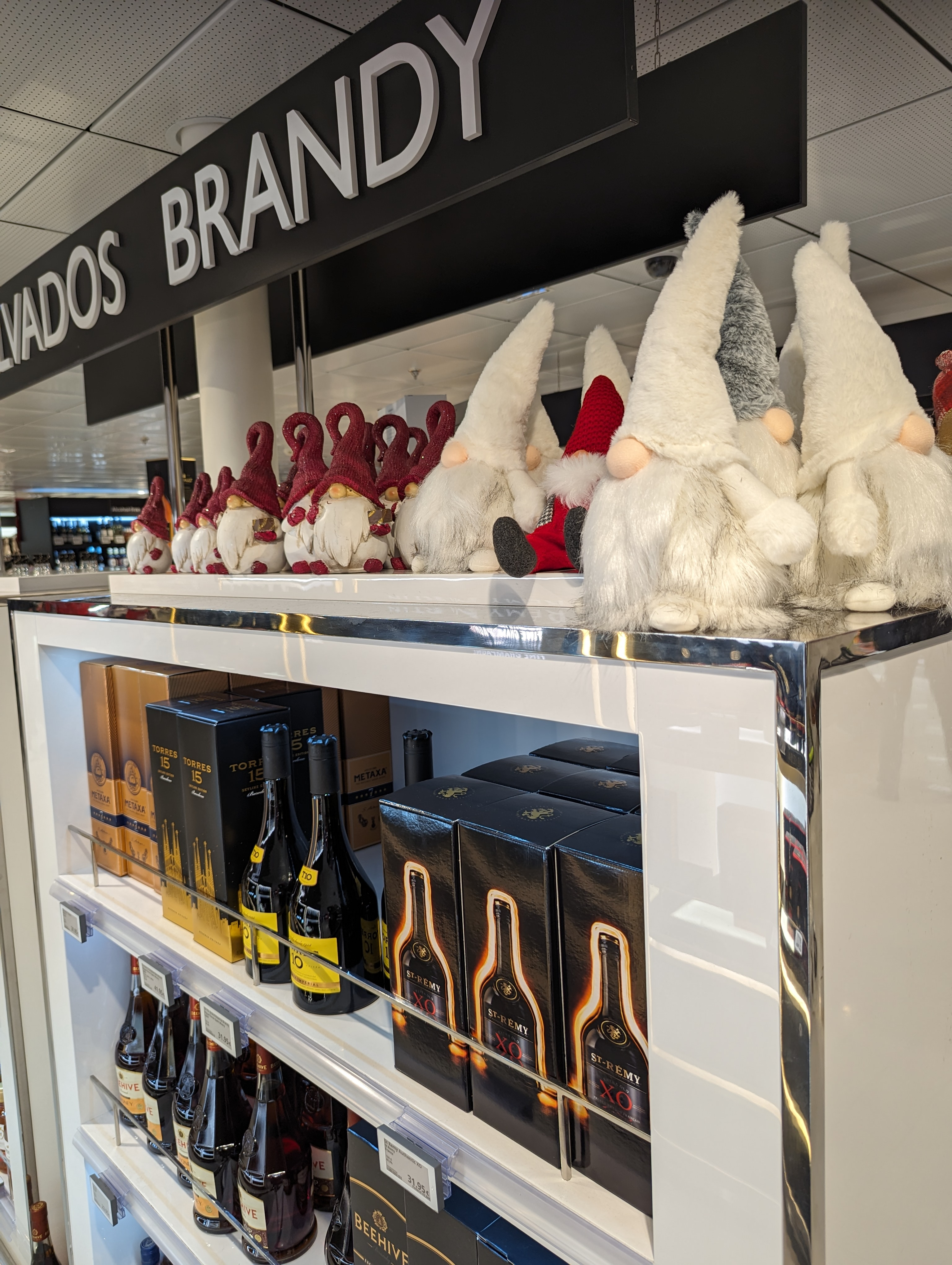
Brandy i en taxfree-butik.

Brandy, av nederländskans brandewijn ("bränt vin") är ett destillat av jäst fruktsaft, oftast från vindruvor, således en druvsprit som är konsumtionsfärdig. I Sverige gick det fram till 1800-talet under namnet franskt brännvin.
Det kallas sedan dess ofta för konjak.

## Användningsområde
Brandy som lagrats längre på ekfat dricks som digestif efter mat eller avec till kaffe.

## Ursprung
Cognac och armagnac är druvdestillat med skyddad ursprungsbeteckning, medan brandy är en bredare beteckning som används för denna typ av drycker med många olika ursprung.
I Europa finns 36 olika områden med skyddad ursprungsbeteckning. Enligt en internationell överenskommelse skall brandy vara ett vindestillat, druvbrännvin. I USA kallas dock allt som destillerats från fermenterad fruktsaft för brandy. Brandy får destilleras upp till 94,8 volymprocent, eau-de-vie upp till 86 volymprocent. Majoriteten av europeisk brandy produceras av defekta viner eller vinöverskott.

## Tillverkning
Vindruvor är råvara för viss brandy. Då är gröna druvor med hög syra att föredra, men alla sorters druvor kan användas. Oftast jäser vinet till en alkoholhalt på mellan 5 och 12 procent för att sedan vila på jästfällning, som med fettsyror ger kropp och estrar som ger doft. Lagring ska ske på ekfat där längre lagring ger mindre sträva och bittra tanniner. Detta ger smak av vanilj, choklad och knäck och gör spriten mjukare.